# 오노촌 (나가노현)
오노촌(小野村)은 나가노현 가미이나군에 있던 촌이다. 현재의 다쓰노정에 해당한다.

## 역사
- 1889년 4월 1일 - 정촌제 시행에 의해 오노촌이 단독으로 자치체를 형성하였다.
- 1961년 3월 31일 - 다쓰노정에 편입해, 동일 오노촌은 폐지되었다.

## 교통

### 철도
- 일본국유철도
  - 주오 본선

### 도로
- 국도 제153호선